# Хартия 1830 года

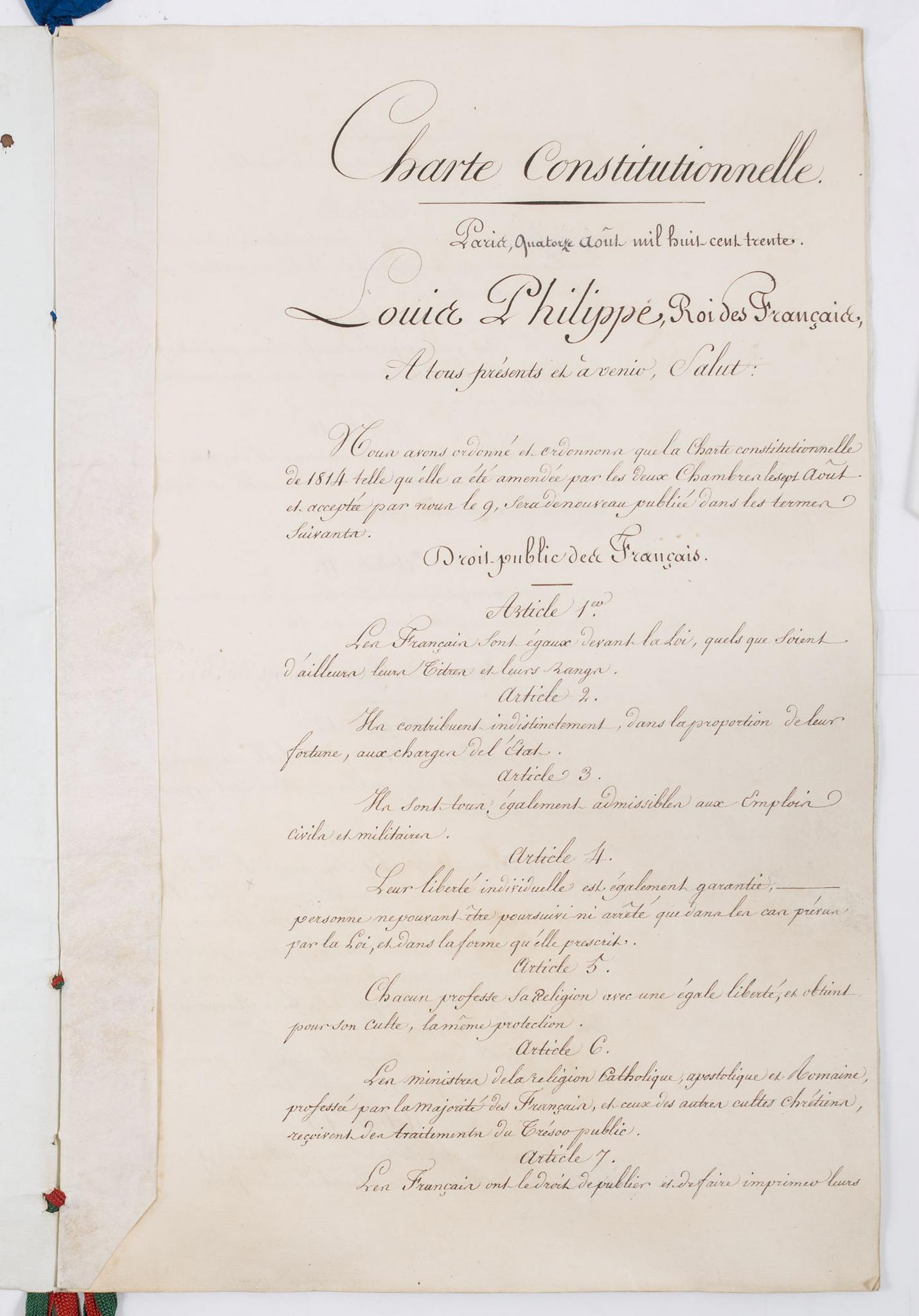
Хартия 1830 года

Хартия 1830 года — конституция орлеанского Королевства Франция, принятая в результате июльской революции 1830 года.

## История
После восстания, произошедшего в июле 1830 года, король Карл X отрёкся от французского престола. На его место палата депутатов пригласила герцога Орлеанского Луи-Филиппа I. Луи-Филипп принял корону 9 августа и стал новым французским королём. Во время коронации он присягнул на верность новой конституционной хартии. Новая конституция была составлена депутатами и затем передана на подписание королю, в отличие от предыдущей, которая исходила от самого Людовика XVIII.

## Содержание Хартии
Хартия 1830 года представляет собой переработанную версию Хартии 1814 года. Некоторые положения конституции стали более либеральными.
Католичество утратило статус государственной религии, однако было признано религией, исповедуемой большей частью населения. Свобода слова провозглашалась без всяких ограничений, а правительство было лишено права восстанавливать цензуру в любом виде.
Король по-прежнему обладал всей полнотой исполнительной власти и осуществлял законодательную власть совместно с двухпалатным парламентом; однако право законодательной инициативы принадлежало теперь не только королю, но и обеим палатам. Палата пэров, как и ранее, формировалась королём по собственному усмотрению. Палата депутатов по-прежнему избиралась населением, но возрастной ценз понижался: активное избирательное право действовало с 25 лет, пассивное — с 30. Имущественный ценз был сохранён, однако регулировался не самой Хартией, а специальными законами.
Благодаря снижению имущественного и возрастного ценза число избирателей увеличилось в 2,5 раза — с 90 до 240 тысяч; при этом подавляющее большинство трудящихся и мелких собственников были по-прежнему лишены права голоса. Законы, запрещавшие организацию рабочих союзов и проведение стачек, также не были отменены.
Официальным флагом Франции вновь становится национальный триколор.